# Geosiridoideae
Geosiridoideae é uma subfamília monotípica da família Iridaceae cujo único género é Geosiris, um endemismo de Madagáscar e da vizinha ilha Mayotte. O género Geosiris agrupa duas espécies de pequenos mico-heterotrofos desprovidos de clorofila.

## Descrição
Geosiris é o único género da subfamília Geosiridoideae da família Iridaceae, tendo sido descrito pela primeira vez em 1894. Durante muitos anos, pensou-se que continha apenas uma espécie, Geosiris aphylla, um endemismo de Madagáscar, mas em 2010 foi descrita uma segunda espécie, Geosiris albiflora, de Mayotte, uma ilha do Oceano Índico situada a noroeste de Madagáscar.
Geosiris aphylla é um pequeno mico-heterotrofo desprovido de clorofila que obtém os nutrientes parasitando fungos no solo. O nome genérico é derivado das palavras gregas geos, que significa "terra", e íris, uma referência à família das Iridaceae.
Os seus rizomas são delgados e escamosos, e os caules são simples ou ramificados. As folhas são alterna, mas sem uso fotossintético pois estão reduzidas a escamas. As flores são pupúreas.

## Taxonomia
Em 1939, F. P. Jonker colocou o género Geosiris na sua própria família monotípica, as Geosiridaceae, que integrou na ordem Orchidales. Esta classificação foi adoptada no sistema Cronquist, com a referência que a família seria estreitamente aparentada com as Iridaceae ou Burmanniaceae. O Angiosperm Phylogeny Group entretanto optou por integrar aquele táxon nas Iridaceae, inicialmente como parte da subfamília Nivenioideae, mas nas quais está correntemente integrado como a subfamília monotípica Geosiridoideae.
Na sua presente circunscrição taxonómica a subfamília Geosiridoideae integra apenas o género Geosiris, com as seguintes espécies:
- Geosiris aphylla
- Geosiris albiflora